# Nemi
Nemi (Nèmi, /ˈnɛmi/) è un comune italiano di 1 847 abitanti della città metropolitana di Roma Capitale nel Lazio.
Posizionato quasi al centro dei Colli Albani, a 521 m s.l.m., Nemi è il secondo comune più piccolo dell'area dei Castelli Romani dopo Colonna, noto per la coltivazione delle fragole e per la relativa sagra, che si svolge ogni anno la prima domenica di giugno. Il centro storico è situato in posizione panoramica sul lago di Nemi, celebre per essere stato il luogo del ritrovamento nel 1927-1932 di due navi celebrative romane dell'età dell'imperatore Caligola, conservate nel Museo delle Navi Romane fino alla loro distruzione nel 1944.
Nemi è stata fregiata della "bandiera arancione" dal Touring Club Italiano per l'ottima qualità dell'accoglienza e del soggiorno del turista. Il comune è interamente incluso nel perimetro del parco regionale dei Castelli Romani.

## Geografia fisica

### Territorio

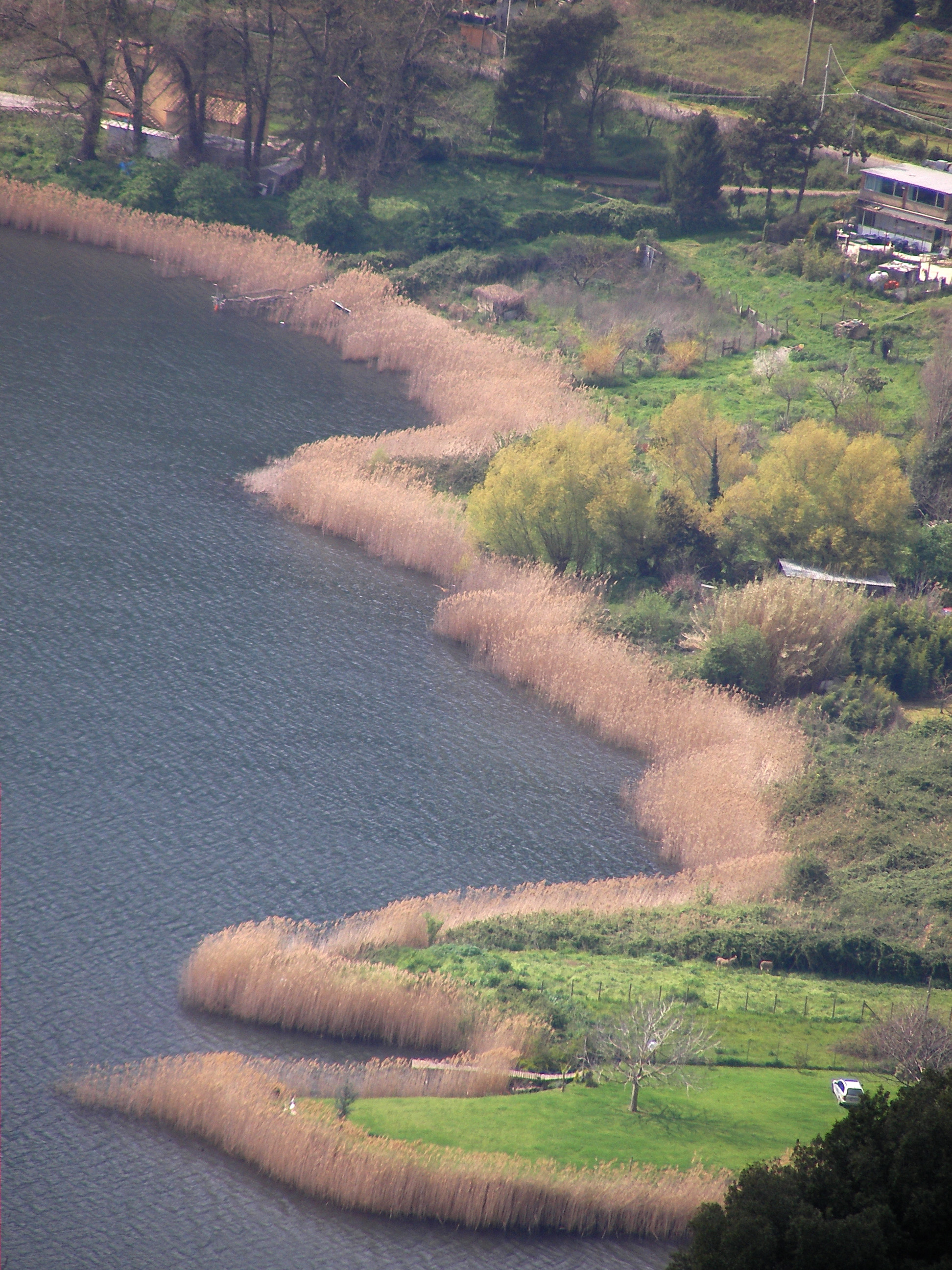
Un tratto di costa del lago di Nemi.

Il territorio comunale di Nemi, con un'estensione di 7,31 km², è il secondo comune più piccolo dei Castelli Romani, seguito solo da Colonna (3,50 km²), e uno dei più piccoli della provincia di Roma. I confini comunali abbracciano l'intero cratere del lago di Nemi, le cui acque sono invece di competenza provinciale. I confini meridionali con il comune di Velletri sono stati rivisti nel 1505 e nel 1546 dal legato pontificio di Campagna e Marittima in seguito a una controversia sorta dopo l'effimera concessione del possesso del feudo di Nemi ai velletrani decretata nel 1482 da papa Sisto IV per meriti di guerra degli stessi, distintisi tra le file pontificie nella battaglia di Campomorto.
Il territorio nemorense come quello dell'intera area dei Colli Albani, è stata soggetto tra i 600 000 e i 20 000 anni fa circa all'attività eruttiva del Vulcano Laziale. Il suolo è dunque composto in massima parte di materiale vulcanico, e abbondano minerali caratteristici come il peperino e il tufo.
Secondo la "Carta Geologica d'Italia" realizzata dal Servizio Geologico d'Italia, la parte meridionale del territorio e le coste del lago di Nemi sono composti da suoli classificati come V2, ovvero materiale proveniente da "manifestazioni eruttive finali. Brecce piroclastiche d'esplosione con lapilli, proiettili leucocratici, ultrafemici, pirosseniti biotitiche, più xenoliti di lave leucitiche e del substrato, facies cineritiche superiormente straterellate, in strati e banchi consolidati (peperino) rapidamente assottigliatosi allontanandosi dai centri d'emissione (Lago di Nemi)".
La parte settentrionale del territorio invece viene classificata come suolo pn ("Nemi: complessi superiori ed inferiori con inclusi lavici di notevoli dimensioni"). In questo quadro si trovano piccole aree sparse lungo le coste del lago classificate come zona β4 ("lava in ammassi") immersi in se ("scorie e lapilli giallastri sciolti, talora agglomerati, scoriette e lapilli stratificati"): su uno di questi ammassi lavici è sorto il centro storico.
Le coste del lago sono formate da "detriti di falda, conoidi" (zona dt) nella parte più lontana dalle acque e da un suolo classificato come a ("alluvioni di golena") nella parte più prossima alle acque, i cosiddetti Orti di San Nicola.
- Classificazione sismica: zona 2 (sismicità media).[15][16][17]

#### Idrografia
Come sopra accennato, la superficie del lago di Nemi (1,7 km²) non è inclusa nel territorio comunale, ma è di proprietà della provincia di Roma: le coste del lago invece sono parte integrante del comune di Nemi. Dal versante occidentale del lago, ai piedi del centro storico di Genzano di Roma, parte un emissario artificiale della lunghezza di 1653 metri, scavato probabilmente in età repubblicana (attorno al IV secolo a.C.) per prosciugare l'area settentrionale del lago in cui doveva essere costruito il tempio di Diana. Il cunicolo, dell'altezza all'imbocco verso il lago di 5.50 metri, sbuca a Vallericcia, in comune di Ariccia, e azionava in passato una mola oltre ad alimentare alcuni canali di drenaggio delle acque impaludate in quella zona.
Tra le sorgenti d'acqua che nascono nel comune di Nemi vanno menzionate la fonte situata al chilometro 2 della strada provinciale 76/d via Nemorense tra Genzano e Nemi, due fonti che sfruttano acque sorgive nate sul colle dei Corsi (580 m s.l.m.), presso la strada statale 217 Via dei Laghi in località Mezzaposta, la fontana di Cajano presso monte Alto (621 m s.l.m.) e fontan Tempesta, che sfrutta acque provenienti dalla Mezzaraga in comune di Rocca di Papa (660 m s.l.m.), e alimenta l'acquedotto comunale di Genzano. Presso Nemi è anche la leggendaria fonte della ninfa Egeria, compagna di Numa Pompilio che, inconsolabile per la sua morte, si ritirò presso il "nemus Dianae" (il bosco sacro a Diana) e lì fu trasformata per pietà in una fonte d'acqua da Diana, individuata sotto al centro storico di Nemi lungo il lago.

#### Orografia
Il punto più alto del territorio comunale è la sommità del monte Calidrone (612 m s.l.m.), da cui è possibile avere una buona vista sull'Agro Pontino, che in alcuni giorni si estende anche fino al Circeo.
Il centro storico si situa a una quota più bassa immediatamente ai piedi del monte, 535 m s.l.m. al santuario del Santissimo Crocifisso e 521 m s.l.m. alla residenza comunale: la località villa Ruspoli si trova più in alto, alle pendici di monte Alto (672 m s.l.m.), a 621 m s.l.m..
L'area occupata dai resti archeologici del tempio di Diana sulle sponde del lago di Nemi è situata a 363 m s.l.m., mentre altrove l'altezza della costa lacustre tocca i 329 m s.l.m. (presso l'imbocco dell'emissario al di sotto del centro storico di Genzano di Roma) e i 325 m s.l.m. (località Orti di San Nicola, sotto al centro storico di Nemi). Le acque del lago si attestano sui 316 m s.l.m. in prossimità della costa per toccare una profondità massima di 30 metri (il punto alla quota più bassa del fondale lacustre è a 286 m s.l.m.): una posizione senz'altro più elevata del fondale del vicino lago Albano (123 m s.l.m.), che contribuisce a dimostrare che i due laghi vulcanici non sono collegati naturalmente.

### Clima
Nell'area dei Castelli romani le temperature minime medie oscillano tra i 9 °C ed i 12 °C, mentre le massime vanno tra i 15 °C e i 22 °C: Le escursioni termiche più sensibili si registrano in autunno e in primavera, mentre per quanto riguarda la piovosità, i Castelli Romani si collocano nell'area meso-mediterranea, con un picco nel mese di novembre e un netto calo tra luglio e agosto, per un totale medio di 942 millimetri. Tuttavia la piovosità più alta si registra nell'area prossima al litorale laziale in direzione S-SO e procede man mano calando verso l'interno, a causa dell'ostacolo rappresentato dai Colli Albani, in osservanza di un fenomeno chiamato stau.
L'estate è calda e asciutta, l'inverno mite e piovoso senza, in genere, che vengano raggiunte temperature eccessivamente basse. I rilievi dei Colli Albani sbarrano il passaggio delle correnti umide e delle nubi foriere di pioggia, provenienti da sud-ovest. A Nemi può capitare che nevichi o ghiacci. In estate le temperature possono raggiungere i 35 °C, con punte di 37 °C in casi rari. La temperatura estiva a Nemi non ha mai raggiunto i 40 °C: infatti mediamente si aggira sui 28-29 °C.
- Classificazione climatica: zona E,[23] 2161 GR/G (14 ore di accensione giornaliera dal 15 ottobre al 15 aprile).[23]

## Origini del nome
Il toponimo di Nemi è legato al sostantivo della lingua latina "nemus" ("bosco"): con questa semplice denominazione, spesso accompagnata da aggettivi o complementi di specificazione ("nemus Dianae", "nemus Aricinum", "nemus Artemisium", "Cynthiae fanum"), era conosciuto il tempio di Diana che sorgeva sulle sponde del lago di Nemi. Alla divinità dei boschi e della caccia era consacrato l'intero bosco circostante, e tale culto rimase vivo fino alla messa al bando del paganesimo attuata dai decreti teodosiani del 391. Nel Medioevo la zona continuò a essere chiamata semplicemente "Nemus" ("massa Nemus", "castrum Nemoris") e con questo nome il paese è entrato nella lingua italiana. Emanuele Lucidi attesa anche varianti arcaiche del toponimo, già desuete alla fine del Settecento, in "Nemore", "Neme" e "Nemo".

## Storia

### Età antica

#### L'età pre-romana
Il territorio nemese apparteneva in età antica alla città latina di Aricia, per cui la tradizione antica ha fatto risalire la fondazione al figlio del mitico fondatore di Atene Teseo, Ippolito detto Virbio, o al comandante siculo Archiloco. Nel territorio di questa città si trovava il santuario di Diana Aricina o Nemorense, consacrato alla dea Diana, divinità tutelare principalmente dei boschi e della fertilità: l'ubicazione di questo importante santuario è stata comunemente identificata fin dal Seicento presso le sponde settentrionali del lago di Nemi. Il tempio nemorense divenne il centro religioso della Lega Latina dopo la distruzione di Alba Longa alla metà del VII secolo a.C., e fu frequentato fino all'inizio del V secolo, con un periodo di grande ampliamento tra il II secolo a.C. ed il I secolo.

#### La dominazione romana
In età romana il tempio di Diana continuò a essere ampiamente frequentato anche come sanatorio miracoloso, anche se non nacquero insediamenti abitati di particolare rilievo nell'attuale territorio nemorense. La memoria di età romana più notevole per Nemi consiste nelle due famose navi celebrative, lunghe rispettivamente 64 e 71 metri: si è congetturato il loro uso festaiolo e orgiastico, ma attualmente l'ipotesi più probabile è che si trattasse di navi sacre a Diana o ad Iside. Anche sul committente si sono elaborate molte ipotesi, restringendo il cerchio agli imperatori Tiberio o Caligola. Tentativi di recuperare le due navi furono eseguiti a più riprese a partire dal Quattrocento, e a un certo punto si arrivò a ipotizzare l'esistenza di ben tre navi: solo tra il 1929 e il 1932 venne messa in piedi un'imponente spedizione archeologica che, grazie allo svuotamento delle acque del lago per ben 22 metri di profondità, riuscì a tirare a riva le due navi custodendole nell'apposito museo delle Navi Romane. Tuttavia durante la seconda guerra mondiale, nella notte tra il 31 maggio ed il 1º giugno 1944 il museo e le due navi andarono a fuoco, pare per un incendio appiccato da bombe degli alleati cadute sul tetto oggi nel museo sono custoditi dei modellini in scala.

### Medioevo

#### L'alto Medioevo
Nel Liber Pontificalis risulta una "massa Nemus" donata dall'imperatore Costantino I (306-337) alla Cattedrale di San Pancrazio in Albano Laziale sotto il pontificato di papa Silvestro I (314-335). All'epoca dunque Nemi non risultava abitata o comunque non aveva unità di paese, poiché per "massa" nel Medioevo si intendeva un "podere o insieme (più o meno unitariamente organizzato) di poderi appartenenti a un signore feudale, ad un monastero, ad una chiesa o ad altra istituzione ecclesiastica o comunque a un magnate" o, al limite, "una tenuta con al più qualche casupola di contadini".
Il paese cominciò a esistere solo quando fu edificato il castello, attorno al IX secolo. La potente famiglia dei Conti di Tuscolo molto probabilmente si impadronì della comunità agricola residente nella valle del lago, come già controllava gran parte dell'Agro Romano e dei Colli Albani: i nuovi padroni fortificarono la zona più elevata, posizione forte e selvaggia che dominava tutto il lago ed era inattaccabile da tre lati, dando origine a quello che nei testi dell'epoca viene definito più volte "castrum Nemoris", cioè letteralmente "la cittadella del bosco". La popolazione di contadini e pescatori che viveva sparsa nella valle del lago trovò più sicuro avvicinarsi al fortilizio tuscolano, e costruì la parte più antica di Nemi, quella che oggi è detta "Pullarella".

#### Il basso Medioevo

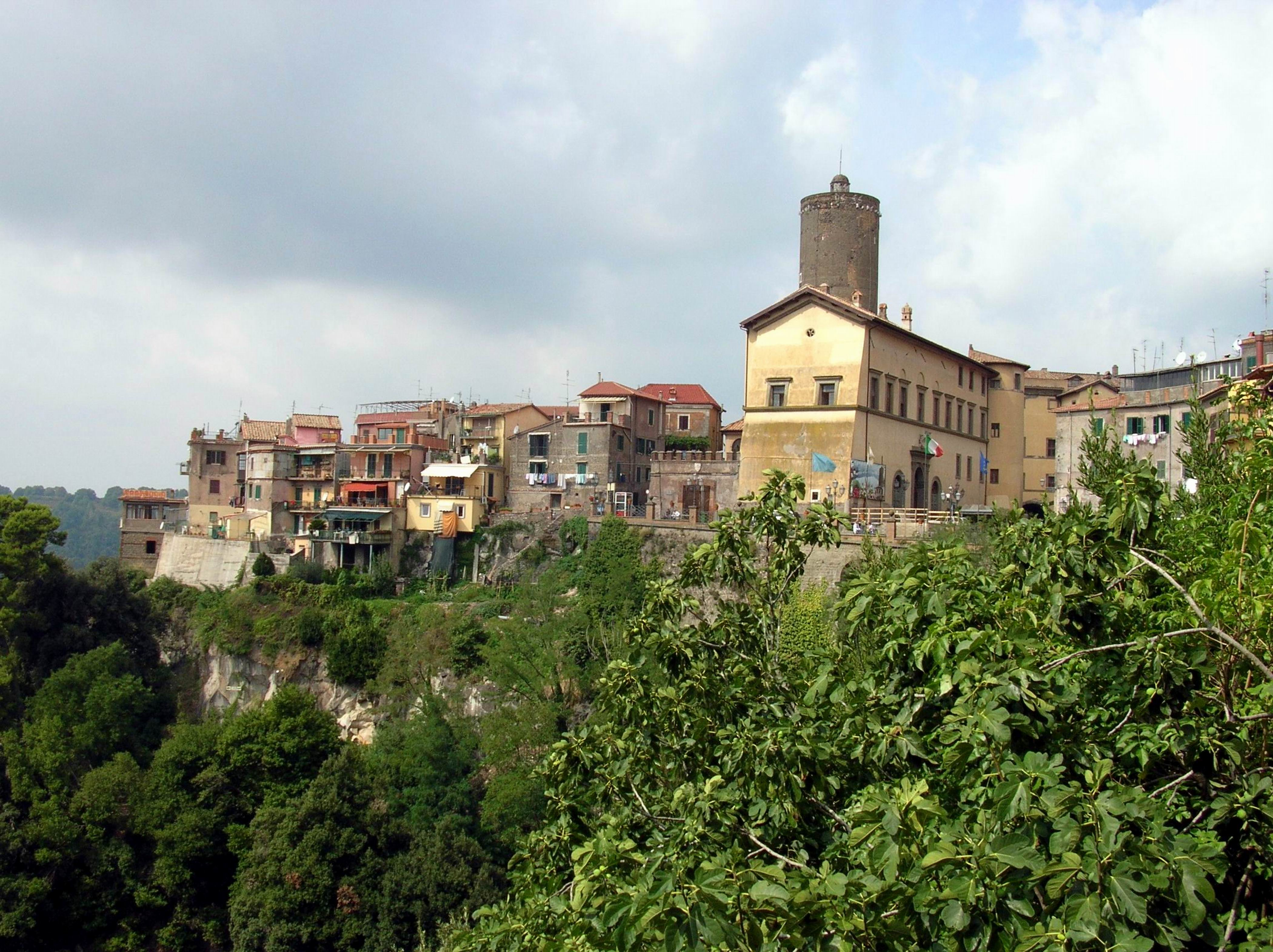
Il centro storico con la torre di palazzo Ruspoli.

Con la decadenza dei Conti di Tuscolo, nella signoria di Nemi e altri castelli dei Colli Albani subentrarono nel 1090 i Frangipane: tuttavia già nel 1153 papa Anastasio IV concesse il castello ai monaci cistercensi dell'abbazia delle Tre Fontane sulla via Laurentina. Papa Lucio III nel 1183 confermò ai cistercensi il possesso del castello di Nemi con le sue dipendenze e il lago; probabilmente il bisogno di confermare la donazione fu determinato da una controversia giudiziaria sorta tra l'abbazia delle Tre Fontane e i tre fratelli Pietro, Nicola e Angelo Gandolfi, che avanzavano pretese su una torre edificata dalla loro famiglia in territorio nemese presso l'attuale Genzano di Roma: la controversia si risolse nel 1218 con la rinuncia da parte dei Gandolfi a ogni pretesa sulla torre.
I monaci cistercensi, in considerazione della pessima posizione geografica e climatica in cui si trovava l'abbazia delle Tre Fontane, situata al centro di una vallata malarica, ottennero fin dal 1225 la possibilità di trasferirsi in estate nel loro più salubre feudo di Nemi e presso il convento di Santa Maria ad Nives di Palazzolo sul Lago Albano, loro dipendenza dal 1237.
Durante lo Scisma d'Occidente (1378-1417) l'antipapa Clemente VII, in cerca di appoggi militari per scalzare il suo rivale papa Urbano VI, concesse a Giordano Orsini, feudatario di Marino, la signoria di Nemi e altri castelli e casali dell'Agro Romano: sennonché dopo la battaglia di Marino (30 aprile 1379), in cui la vittoria arrise all'esercito pontificio, e la fuga dell'antipapa ad Avignone, non è chiaro se in pratica Giordano Orsini abbia potuto prendere possesso di Nemi e degli altri possedimenti.
All'inizio del Quattrocento, in considerazione dei servizi resigli come capitano di ventura nella crociata contro i Caetani e i Colonna indetta nel 1399, papa Bonifacio IX concesse Nemi e altri feudi a Tebaldo Annibaldi: feudi che gli furono tolti dopo la morte del papa, nel 1405, ma che i suoi eredi riuscirono a riacquistare in forza di una bolla pontificia dell'antipapa Giovanni XXIII del 1411. Nel 1412 Riccardo Annibaldi restituì diligentemente il feudo ai monaci cistercensi, salvo rioccuparlo attorno al 1420, per riperderlo di lì a poco. Nel 1423 infatti i cistercensi pensarono bene di assicurare la tranquillità del loro feudo affittandolo per tre anni al nipote di papa Martino V, Giordano Colonna. Il feudo venne definitivamente acquistato dai Colonna nel 1428, per la somma di 15.000 fiorini. 
Nel 1479 i Colonna vendettero a scopo di garanzia i feudi di Nemi e Genzano di Roma al cardinale Guillaume d'Estouteville, il quale li trasmise nel 1483 ai propri figli naturali Agostino e Girolamo, avuti con Girolama Tosti. Con il famigerato Breve apostolico "Coelestis altitudine potentia" papa Alessandro VI nel 1501 concesse ai propri nipoti Giovanni e Rodrigo Borgia, rispettivamente di tre e due anni di età, una quarantina di feudi laziali a testa, tra cui Nemi. Amministratore dei feudi a causa della minore età dei soggetti interessati fu nominato il cardinale arcivescovo di Cosenza Francesco Borgia.

### Età moderna
Con la morte di Alessandro VI nel 1503 e la caduta dei Borgia, il feudo di Nemi tornò ai Colonna. Sotto il dominio di Marcantonio I Colonna la Comunità nemese fece apografare il suo antico "Statuto" risalente all'epoca dei Cistercensi. La nuova redazione, opera del notaio Bernardino Paganelli, fu presentata il 31 agosto 1514. (Bibl. C. Mannoni "Comenzano li capituli delli statuti del castello de Nemo" 2008). Alla metà del Cinquecento iniziò un vortice turbinoso di passaggi di proprietà per il feudo: nel 1550 Ascanio I Colonna vendette con diritto di retrovendita il feudo per 4000 scudi a Giuliano Cesarini, il quale nel 1559 rivendé il feudo a Marcantonio II Colonna che già nel 1560 lo rivendé con lo stesso patto di retrovendita a Silverio de Silveriis Piccolomini per 7300 scudi. Dopo che nel 1566 subentrò nella proprietà Francesco Cenci, nel dicembre 1571 Marcantonio Colonna, fresco ammiraglio vincitore nella celebre battaglia di Lepanto, rinunciò al diritto di retrovendita su Nemi, perciò nel 1572 il feudo venne venduto infine a Muzio Frangipane.
A Muzio Frangipane successe il figlio Mario Frangipane, a cui si deve la realizzazione delle opere pubbliche e dei monumenti più importanti del paese, oppure per dirla con Gaetano Moroni "tutto quello che ha di moderno degno di considerazione". Fece abbellire il castello, edificato a suo tempo dai cistercensi e fortificato dai Colonna, nel 1637 fece edificare il complesso per i minori osservanti con la nuova chiesa dedicata nel 1645 alla Vergine di Versacarro, per compensare il trasferimento dei cappuccini a Genzano, nel 1639 la chiesa di Santa Maria del Pozzo, completata nel 1650.
Alla sua morte nominò erede confidenziale il cardinale Antonio Barberini, che in seguito rispettò le volontà del defunto donando il feudo ai Frangipane di Croazia: il marchesato di Nemi pervenne così a Nicola Frangipane, duca di Tersatto. Ai croati subentrarono i Frangipane friulani, e infine l'ultimo esponente di questa famiglia, Antigono Frangipane, nel 1781 vendette Nemi a Luigi Braschi Onesti, nipote di papa Pio VI. Pio VI non tardò a elevare il feudo del nipote del titolo di ducato, riconosciuto nel dicembre 1786. I Braschi a Nemi si occuparono dell'abbellimento del palazzo ducale e al miglioramento dell'uso delle terre ducali, ordinando la piantagione di una quantità di ulivi in luogo di infruttuoso bosco.

### Età contemporanea

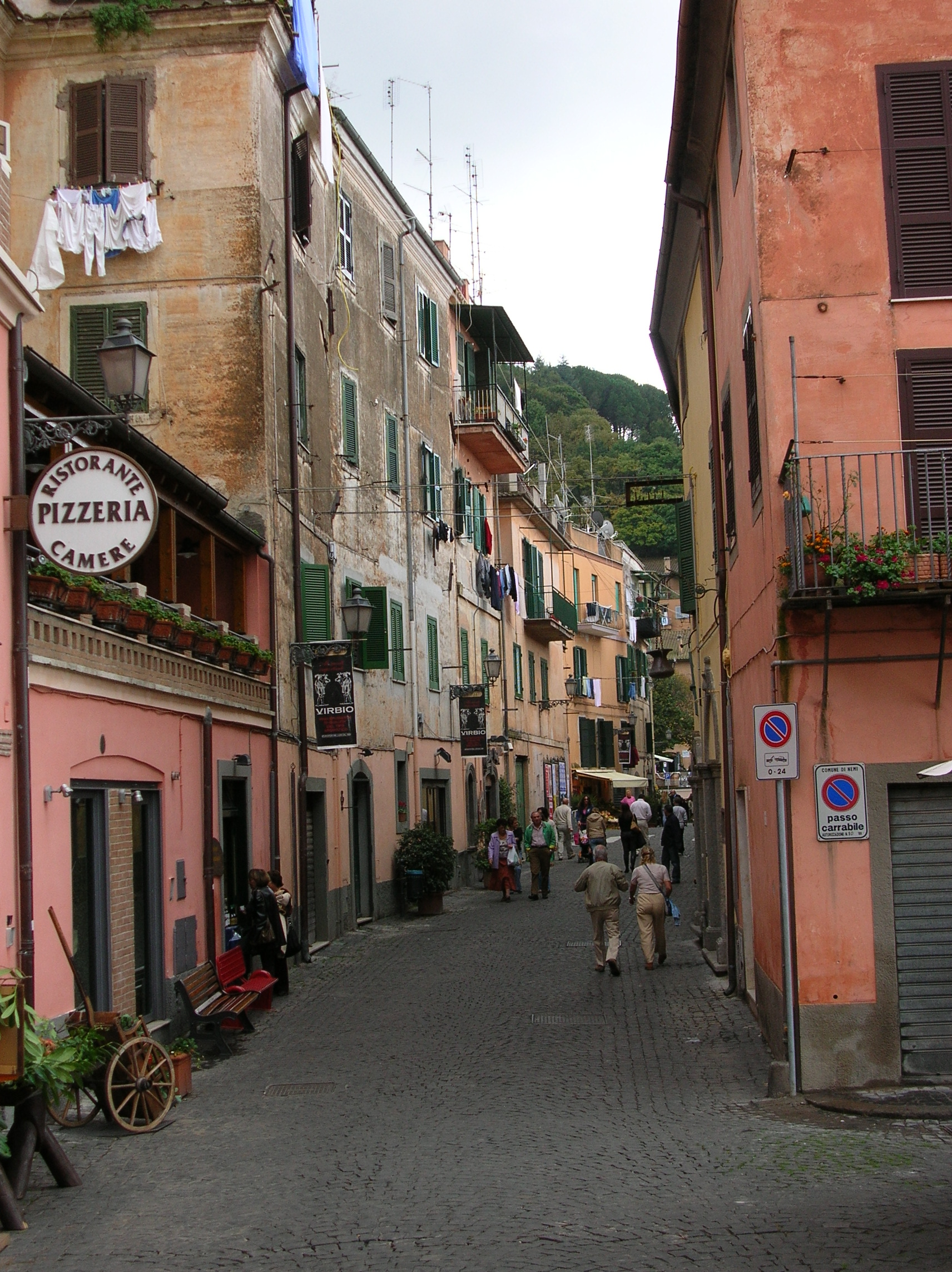
Corso Vittorio Emanuele II.

Dopo la parentesi della Repubblica Romana (1798-1799) e dell'occupazione napoleonica (1807-1814), il feudo tornò ai Braschi: Pio Braschi nel 1835 decise di vendere Nemi a Giulio Cesare Rospigliosi con diritto di retrovendita, per tornarne in possesso alcuni anni dopo.
Nemi è stato a lungo uno dei paesi più appartati dei Castelli Romani: l'abbandono della via postale tra Roma e Napoli, che ricalcava grossomodo il tracciato dell'attuale Strada statale 217 Via dei Laghi, seguito alla riapertura della via Appia Nuova attorno al 1780 fece sentire le sue ripercussioni anche sul paese. Tuttavia, la posizione pittoresca del centro abitato con il suo lago e i suoi boschi attirò numerosi visitatori stranieri del "Grand Tour", come Barthold Georg Nieburg, Charles Gounod, Charles Didier, Massimo d'Azeglio, James Frazer.
Il fascismo fece capolino ai Castelli Romani il 27 aprile 1921, quando alcuni squadristi fecero un giro di propaganda a Frascati, Marino e Albano Laziale. A Nemi i fascisti non ebbero vita facile, avversati dal Partito Popolare Italiano: nel luglio 1923 bande squadriste fecero un'incursione contro i popolari nemesi gridando "fuori i popolari, morte al papa", e nel marzo 1924 si arrivò addirittura all'arresto del parroco e di alcuni esponenti cattolici da parte degli squadristi, immediatamente smentito dopo le proteste de L'Osservatore Romano. Tuttavia il fascio locale non decollò fino all'inizio del 1925, a causa delle divisioni interne persistenti tra i fascisti nemesi, che del resto provenivano da diversi partiti: nel 1924 dei 21 iscritti al fascio a Nemi 12 erano ex-socialisti, 4 ex-comunisti, 3 ex-popolari, uno ex-repubblicano e un ex-anarchico.

Gruppo di fragolare nel 1939

Nel 1924-1928 furono portati avanti degli scavi archeologici sulle sponde del lago per individuare il sito del tempio di Diana; nel corso degli scavi, vennero scoperti anche altri edifici circostanti in località Giardino. Tra il 1927 ed il 1932 furono portate a termine le operazioni di recupero delle due celebri navi romane affondate nel Lago di Nemi, ospitate nel museo delle Navi Romane appositamente costruito. La seconda guerra mondiale non colpì Nemi se non di striscio, ferendo il paese con l'incendio al museo delle Navi Romane avvenuto nella notte tra 31 maggio e 1º giugno 1944, che distrusse completamente i resti delle due navi: la responsabilità fu ufficialmente eroneamente data all'esercito tedesco in ritirata.. invece furono bombe degli alleati [31]

### Simboli
Lo stemma comunale di Nemi è stato riconosciuto ufficialmente con DPCM del 26 ottobre 1962.
Lo stemma attuale proviene dal manoscritto dello statuto del 1514, nel quale è disegnato sulla tabula dei capitoli. Si tratta di uno scudo medio, incastonato in una bordura fiammeggiante, caricato di due crocette e recante la legenda Diane Nemus. Nello scudo vi sono tre monti all'italiana in fascia, nascenti da uno specchio d'acqua, ciascuno sormontato da un albero di verde al naturale.
L'iscrizione, in un latino corrotto (manca il dittongo ae nella parola Diane) fa riferimento al nome con cui in età antica era conosciuto il territorio: "bosco di Diana". Rivisitato nel 1962, ha subito ultimamente una controversa rettifica della scritta (il sigillo è di epoca comunale – probabilmente del 1300 – e non di epoca classica).
Il gonfalone comunale, approvato con DPR del 20 novembre 1962, è un drappo di azzurro.

## Monumenti e luoghi d'interesse

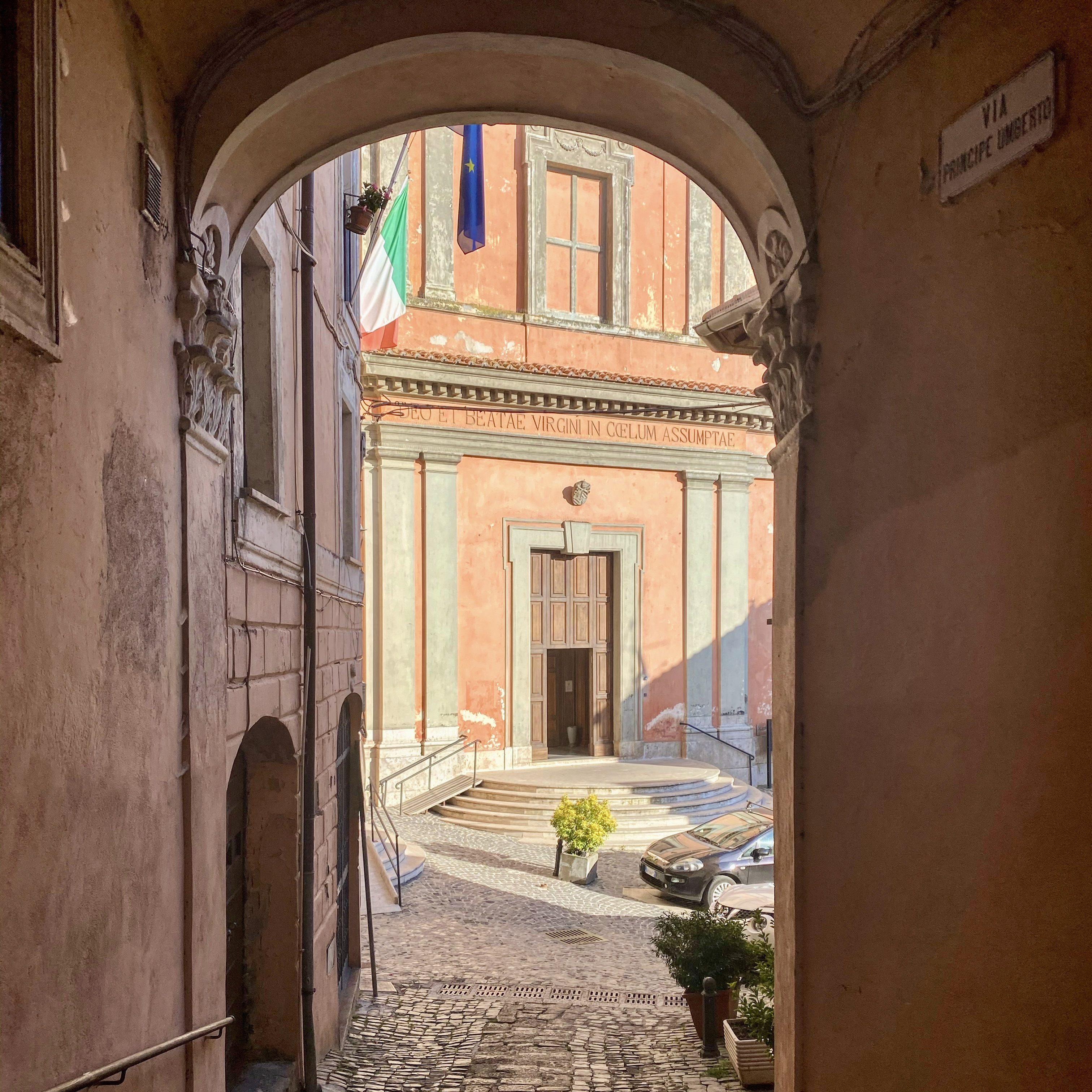
Uno scorcio della parrocchiale e del municipio (giugno 2020).

### Architetture religiose

#### La chiesa di San Nicola
Edificata dopo l'editto di Milano (313 d.C.) con cui si liberalizzò il culto cristiano. È completamente diruta. I ruderi sono ancora visibili nei pressi dell'acquedotto delle Mole, sulla riva est del lago di Nemi. Accanto si possono osservare i resti di un complesso edilizio con absidi, cunicoli e muri, che probabilmente era un impianto termale: infatti sopra di esso c'è la leggendaria fonte della ninfa Egeria, la mitica consigliera di Numa Pompilio, che a furia di piangere per la morte del re fu tramutata in sorgente dalla dea Diana. Questa struttura è databile fra il I secolo a.C. e il IV secolo, cioè nel periodo di massimo splendore del tempio di Diana.

#### La chiesa di Santa Maria
Anch'essa diruta, fu edificata sulla riva opposta del lago in epoca imprecisata. ospitò fino alla sua demolizione l'icona di Vesacarro. Fu distrutta nel 1637 quando i frati minori cappuccini lasciarono il sito, dato loro come abitazione da Ascanio I Colonna nel 1534, per passare nel nuovo convento appositamente costruito per loro in Genzano di Roma presso la chiesa di San Francesco d'Assisi. Di questa chiesa non resta nulla ed è difficile anche accertare con esattezza il luogo ove era edificata.

#### La parrocchiale di Santa Maria del Pozzo
La parrocchiale di Santa Maria del Pozzo fu costruita in sostituzione della cappella di palazzo eretta dai cistercensi che sorgeva su un'area oggi occupata dal castello Ruspoli e che venne demolita per far posto a un ampliamento dello stesso avvenuto nel Cinquecento. La cappella era intitolata a Maria "de puteo", perché sorgeva vicina a un pozzo presso il quale, ad alcune fanciulle del paese, apparve la Vergine Maria (di questo pozzo ne sono state rintracciati i resti durante i lavori di restauro del castello). La chiesa, intitolata all'Immacolata dai Frangipane che la edificarono, conserva tuttavia la denominazione di santa Maria del Pozzo, anche se l'iscrizione posta sulla facciata, aggiunta solo nel 1934, la vorrebbe intitolata all'Assunta.
La chiesa, a una navata con sei cappelle laterali e transetto, conserva la pala cinquecentesca dell'antica chiesa con l'effigie della Madonna del pozzo e dei protettori del paese, i santi apostoli Filippo e Giacomo, e un Trittico ligneo di scuola Antoniazzesca (Antoniazzo Romano): d'epoca quindi fra la seconda metà del Quattrocento e i primi anni del Cinquecento. Rappresenta il Cristo al centro, con san Giovanni Battista e san Giovanni apostolo ed evangelista ai lati.

#### Il santuario del Santissimo Crocifisso
Il santuario del Santissimo Crocifisso, già di Santa Maria di Versacarro, venne fondato nel 1637 dal marchese Mario Frangipane per ospitare i padri francescani dopo che i padri Cappuccini si erano trasferiti a Genzano, nel Convento dei Cappuccini. Nel 1645 arrivarono i religiosi e la nuova chiesa venne intitolata alla Madonna di Versacarro. 
Nel 1669 venne esposto un Crocifisso ligneo, opera di fra Vincenzo da Bassiano. la tradizione vuole che fosse trovato miracolosamente compiuto. Da allora il luogo di culto prese nome di Santuario del Crocifisso. Nel 1675 padre Felice da Napoli dipinse alcune opere alle pareti della chiesa. L'antica icona della Vergine di Versacarro venne rubata nel febbraio 2002 e in seguito ritrovato il 30 marzo 2006 a Messina dalla Polizia.

### Architetture civili

#### Palazzo Ruspoli

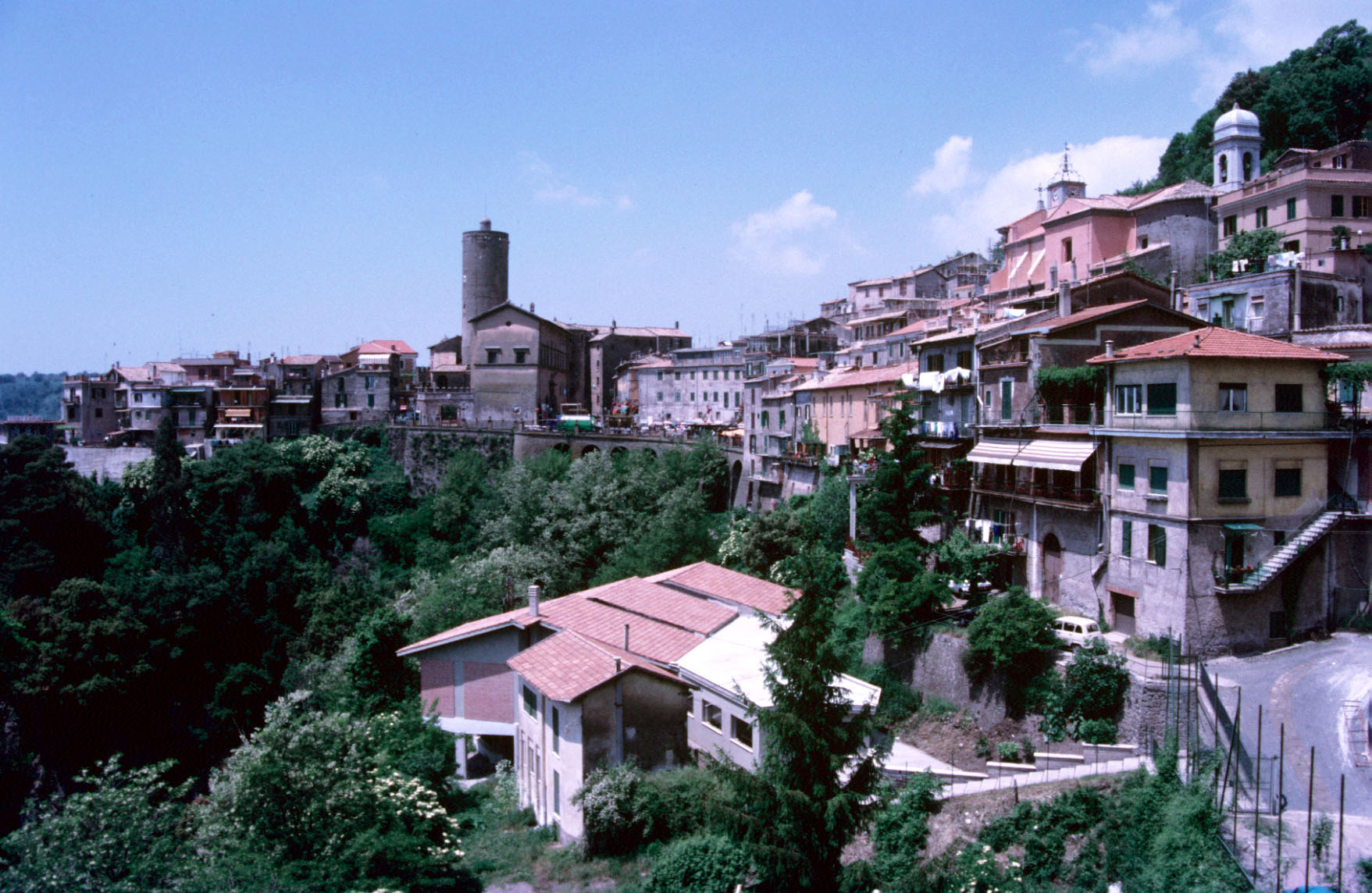
Panorama di Nemi

Palazzo Ruspoli, edificato nel medioevo dai Conti di Tuscolo, sovrasta il paese di Nemi. Ristrutturato durante il Rinascimento, ha una torre cilindrica attorno alla quale si sviluppa il palazzo baronale. Al suo interno conserva antichi frammenti marmorei e decorazioni a tempera del XVIII secolo opera del pittore Liborio Coccetti, realizzate in vari ambienti, e del XIX secolo. Circondato da un giardino pensile è certamente uno dei palazzi più belli del territorio dei Castelli Romani. Il palazzo versa attualmente in stato di abbandono, con porte e soffitti puntellati, mostre di camini e pavimenti asportati, e le decorazioni parietali nere e cadenti, in contrasto con le pareti esterne restaurate che darebbero la sensazione di un palazzo in perfette condizioni di conservazione.

#### L'osteria della Fajola/Casale dei Corsi
Situata sull'attuale strada statale 217 via dei Laghi, antica via corriera tra Roma e Napoli, ai confini fra i territori dei comuni di Nemi, Rocca di Papa e Velletri, ha segnato per oltre cinquecento anni il punto di passaggio dei viaggiatori diretti verso Velletri e il napoletano o verso Roma, prima della riapertura della via Appia alla fine del Settecento. Il luogo, un edificio di non grandi dimensioni, era adibito a stazione di posta con la tipica osteria per i viaggiatori. Vi fu poi posta anche una guarnigione di soldati corsi, ivi stanziati a partire dal 1658, là collocati a guardia della strada perennemente infestata dal brigantaggio (anche lo scrittore francese Stendhal trattò dei briganti della Fajola nelle Chroniques italiennes). Per la guarnigione si costruì un quartiere e persino una chiesa, dedicata a sant'Antonio di Padova. I soldati corsi vennero presto sostituiti da altri gendarmi che continuarono a essere là presenti fino al 1866. Del complesso non rimangono che le mura perimetrali, oggi sottoposte a un incauto e invasivo lavoro di recupero che ha sventrato quanto di più significativo rimaneva, ovvero la grande volta a botte dell'osteria.

### Resti archeologici

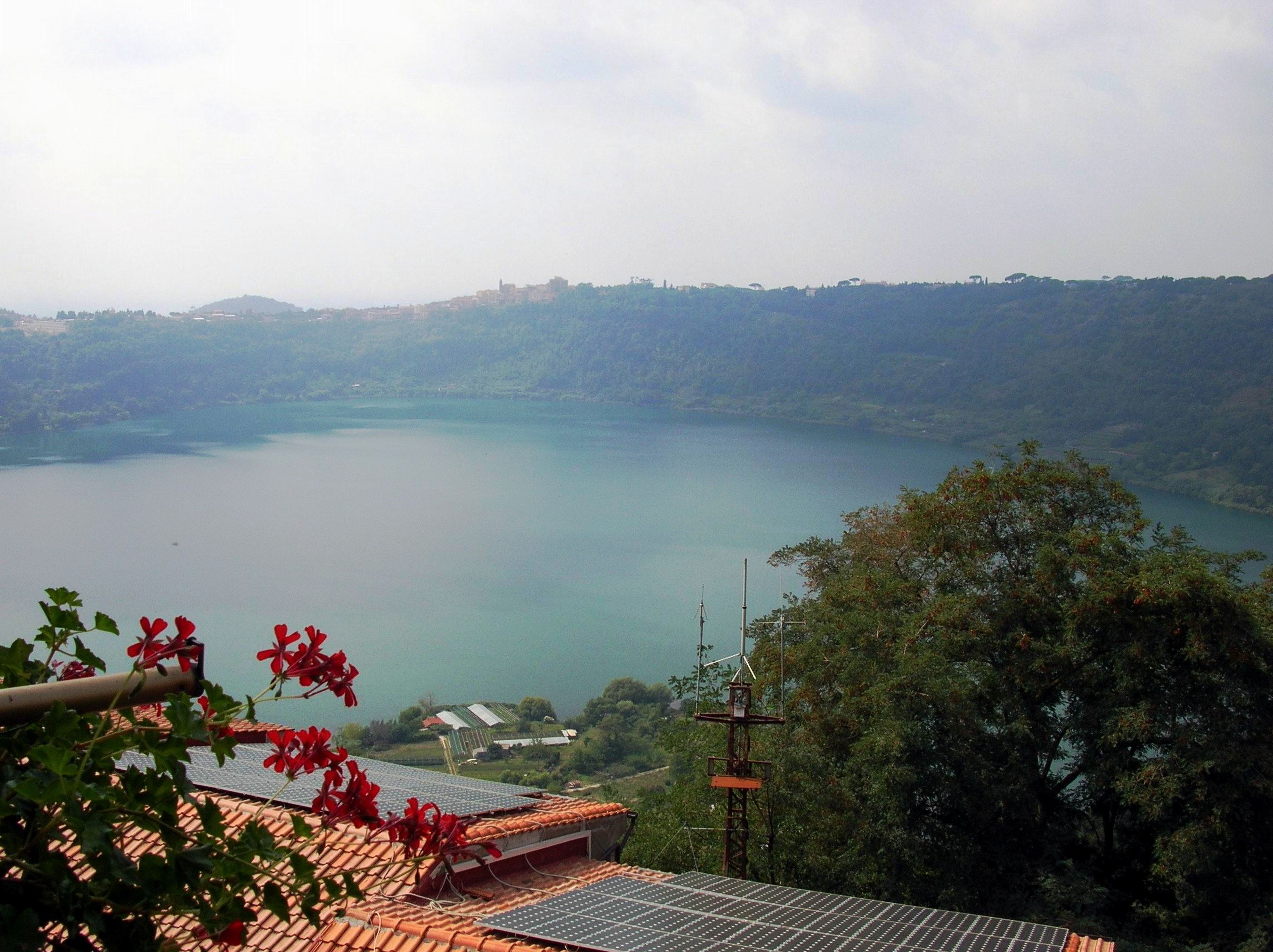
Il lago di Nemi e sul lato ovest del cratere Genzano di Roma.

#### Il santuario di Diana Aricina
Il santuario di Diana Aricina o Nemorense era collocato su un'area di 45.000 metri quadrati, dal perimetro di 200 metri per 175, sostenuto a valle da costruzioni triangolari e a monte da nicchioni semicircolari in cui probabilmente c'erano statue e un terrazzamento superiore. All'interno della piattaforma correvano due portici di ordine dorico, uno con colonne intonacate in rosso, l'altro con colonne di peperino grigio scuro; c'erano statue, ambienti per i sacerdoti, alloggi per i pellegrini, celle donarie, un tempio, bagni idroterapici e perfino un teatro; di tutta questa struttura sono visibili una parete di grandi nicchioni, una parte del pronao con almeno un altare votivo, e alcune colonne.
La maggior parte del tempio, che si allargava su una superficie di oltre 5000 metri quadrati, è tuttora da riportare alla luce. Le parti più alte, come i nicchioni, che affiorano dal suolo per diversi metri la dicono lunga sulla maestosità che il tempio doveva avere. Il tempio, santuario molto frequentato fino alla tarda età imperiale, fu abbandonato con l'avvento del cristianesimo e in parte depredato di marmi e decorazioni; la selva pian piano lo ricoprì quasi completamente. Gli scavi archeologici iniziarono nel XVII secolo, a opera soprattutto di amatori e studiosi stranieri, e così per gran parte i reperti, soprattutto statue di splendida fattura, ora si trovano sparsi nei musei d'Europa. Altri pezzi si trovano nel museo delle Navi Romane e nei musei romani di Villa Giulia e delle Terme di Diocleziano.

#### L'emissario del lago di Nemi
Nella valle del lago c'era anche un'altra costruzione notevolissima: l'emissario artificiale, costruito nel V secolo a.C., cioè prima della dominazione romana; un cunicolo lungo 1.635 metri e largo 80 cm, scavato nella roccia, che congiungeva il lago a Vallericcia, di là del cratere, col doppio scopo di mantenere costante il livello del lago e di irrigare la valle. Sulle pareti sono ancora visibili i segni lasciati dai rudimentali strumenti degli operai, che lavorarono partendo da un capo e dall'altro, e si incontrarono al centro con un errore di pochissima entità. Ha una camera d'ingresso in opera quadrata di peperino e un sistema di chiuse sorprendentemente efficace; da Vallericcia prosegue a cielo aperto passando per Cecchina fino a giungere ad Ardea, dove sfocia nel mare. Fu restaurato negli anni venti per coadiuvare lo svuotamento del lago quando si recuperarono le due navi celebrative: oggi è interamente visitabile.

#### La villa di Cesare
L'esistenza di una villa di Gaio Giulio Cesare nel territorio aricino prossimo al tempio di Diana Aricina o Nemorense è attestata da Cicerone e Svetonio: la villa fu probabilmente edificata tra il 61 ed il 58 a.C., ma per Svetonio non soddisfece Cesare che la fece radere al suolo: a ogni modo ulteriori studi hanno confermato che il definitivo abbandono della villa è da collocarsi tra il III e il IV secolo.

### Aree naturali
Il comune di Nemi è interamente incluso nel perimetro del Parco regionale dei Castelli Romani.

## Società

### Evoluzione demografica
Abitanti censiti

Il comune di Nemi è il settantottesimo comune più popoloso della provincia di Roma: ha una densità abitativa mediamente oscillante sui 230 abitanti per km² e un numero di famiglie che non supera i 600 nuclei familiari.

### Etnie e minoranze straniere
Questi sono i numeri riguardanti la presenza di cittadini stranieri a Nemi nell'anno 2007, divisi per nazionalità:
- Romania: 62[78]
- Albania: 58[78]
- Marocco: 25[78]

La popolazione straniera residente nel comune di Nemi ammontava al 1º gennaio 2007 a 140 persone, di cui 81 maschi e 59 femmine: un anno dopo, il 31 dicembre 2007 gli stranieri risultavano saliti a 185, di cui 101 maschi e 84 femmine. Gli iscritti ai registri comunali sono stati 49, di cui 26 per provenienza da altri comuni italiani, 23 per provenienza dall'estero e nessuno per nascita. I cancellati per trasferimento in altro comune italiano sono stati 3, mentre non ci sono stati cancellamenti per morte o per trasferimento all'estero. C'è stata un'acquisizione di cittadinanza italiana. Sul totale della popolazione straniera, i minorenni erano 30, e di questi solo 14 nati in Italia. Le famiglie con almeno un componente straniero sono 89, i nuclei familiari con capo-famiglia straniero 70.

### Lingue e dialetti

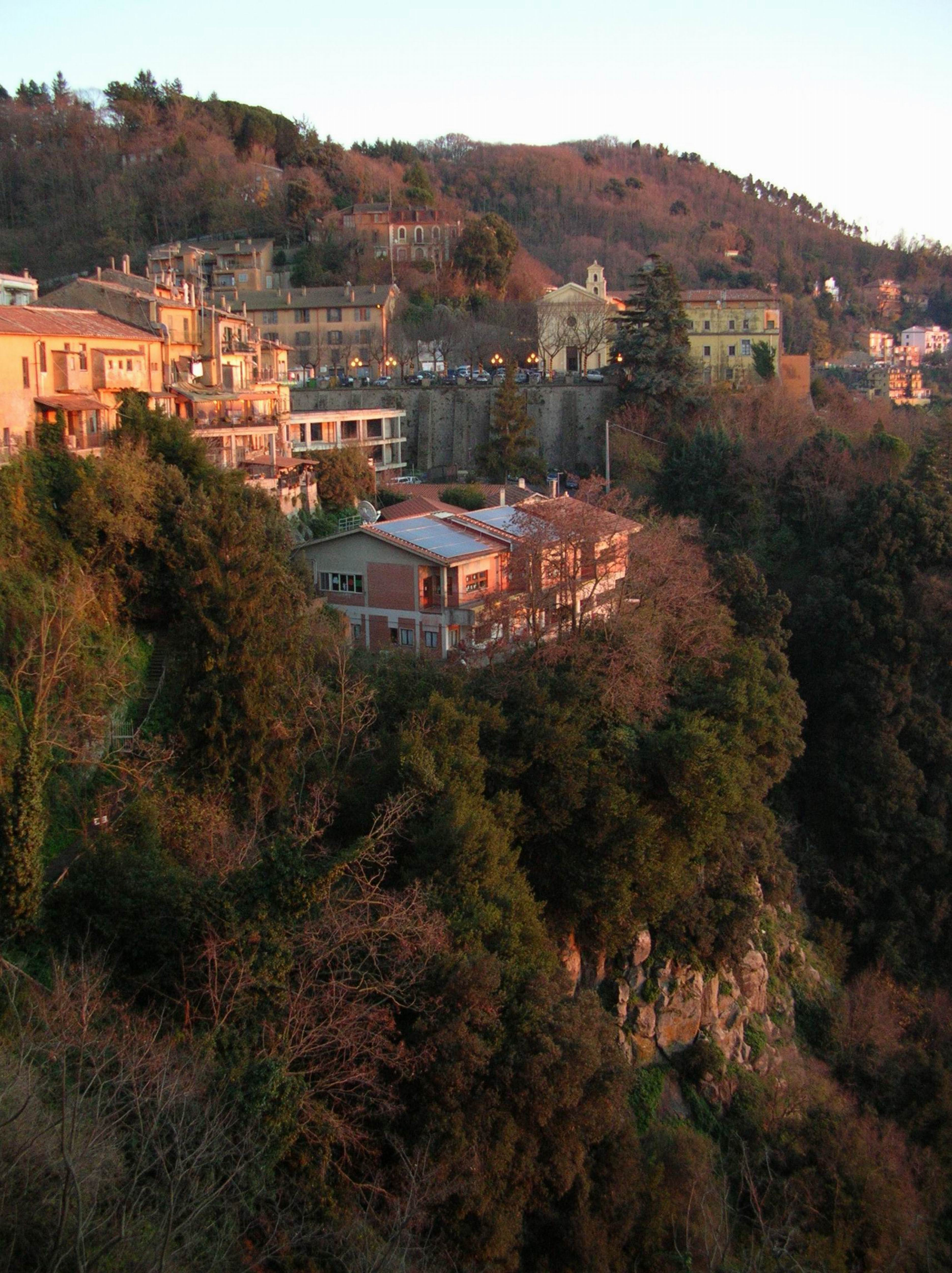
Nemi al tramonto.

Il dialetto locale è il nemorense o nemese, raggruppato tra i dialetti dei Castelli Romani nell'ambito dei dialetti italiani mediani: caratteristiche di queste parlate in linea generale sono le terminazioni in "-u" ("'stu viculu" per "'sto vicolo") caratteristiche del Lazio meridionale, l'aferesi di alcune vocali a inizio parola ("i", "a") ("'n po' 'mpiccione" per "un po' impiccione"), l'apocope del participio passato e di altre voci verbali ("stèa" per "steva") e la presenza del dittongo condizionato "io" o "eo" ("senteo" per "sento"), caratteristico dei dialetti del Lazio centro-meridionale.

### Religione
Nemi è inclusa nel territorio della diocesi suburbicaria di Albano, vicarìa di Ariccia: tutto il comune fa parte di una sola parrocchia, quella della chiesa di Santa Maria del Pozzo, con meno di 2 000 abitanti. In questa parrocchia si trovano gli istituti religiosi delle suore francescane di Santa Chiara sulla strada provinciale 76/d via Nemorense, dell'Ordine di Santa Maria della Mercede presso il santuario del Santissimo Crocifisso, della Società del Verbo Divino e delle Suore della carità di Nostra Signora della Mercede sulla Strada statale 217 Via dei Laghi.
 Nella seconda metà del Cinquecento Ascanio I Colonna chiamò a Nemi i frati minori cappuccini, che presero alloggio presso la "chiesa di santa Maria" sul lato settentrionale del Lago di Nemi, lungo l'antica strada per Genzano di Roma : era un luogo sfavorevole, soprattutto a causa della mancanza d'acqua, sicché nel 1637 i cappuccini abbandonarono il convento e furono accolti dalla Comunità di Genzano che fondò chiesa e convento dei padri Cappuccini, con il contributo del cardinale Alessandro Cesarini feudatario di Genzano. Per reazione, il marchese di Nemi Mario Frangipane fondò nel 1645 la chiesa di santa Maria di Versacarro, l'attuale santuario del Crocifisso, affidandolo ai minori osservanti: più tardi, nel 1669, incominciò la venerazione per il Santissimo Crocifisso di Nemi, un crocifisso miracoloso abbastanza noto.

### Tradizioni e folclore

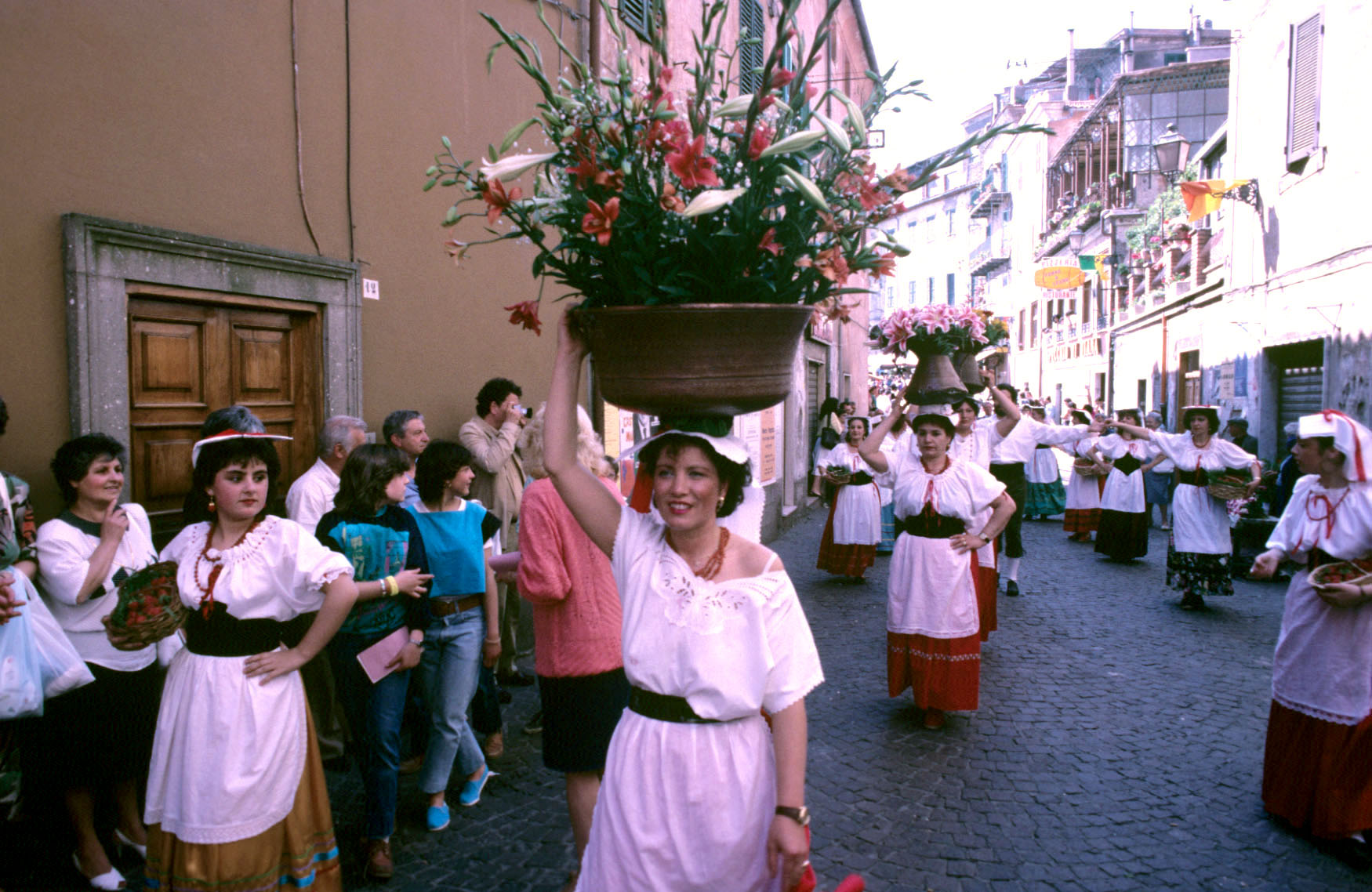
Il corteo in costume per la Sagra delle fragole

- Festa patronale dei santi apostoli Filippo e Giacomo, il primo maggio. Si celebra con una solenne processione nella quale viene trasportato, oltre la reliquia dei santi, lo stendardo dei santi patroni.
- Sagra delle fragole. Le prime notizie sulla sagra documentate negli archivi comunali di Nemi la datano dal 1922.[7] La fragola, nelle sue due varietà ("di stagione" e "rifiorenti"), è un prodotto caratteristico di Nemi da secoli: le fragole nemorensi furono cantate e rese celebri dalla famosa canzone in dialetto romanesco 'Na gita a li Castelli di Franco Silvestri (1926), portata al successo da Ettore Petrolini. Da alcuni anni accanto alla sagra delle fragole si tiene la Mostra dei Fiori, al termine della quale il fioraio vincitore riceve la Fragola d'Oro, ovvero una fragola ricoperta d'oro tramite bagno galvanico.[7]

### Istituzioni, enti e associazioni
Alla metà dell'Ottocento esisteva a Nemi un piccolo ospedale retto dalla confraternita del Santissimo Sacramento. Il comune è incluso nel distretto H2 della ASL RMH:.

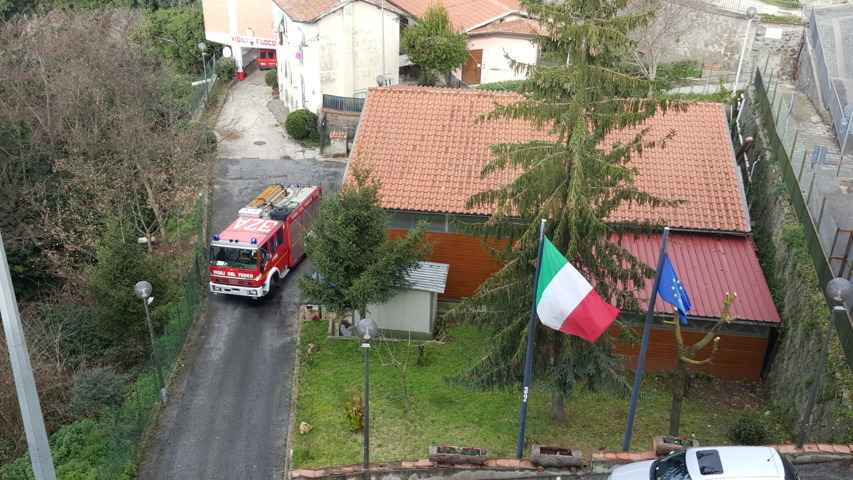
Caserma Vigili del fuoco di Nemi

Nel comune si trova una casa di cura residenza sanitaria associata riconosciuta dalla ASL RMH, "Villa delle Querce", sulla Strada statale 217 Via dei Laghi, retta dalle Suore della Carità di Nostra Signora della Mercede.

## Cultura

### Istruzione

#### Biblioteche
Nemi ha un proprio punto prestito di libri, facente parte del Sistema bibliotecario dei Castelli Romani.

#### Scuole
Nemi dispone di due scuole dell'infanzia, una pubblica e una privata, di una scuola primaria e di una scuola secondaria di primo grado, queste ultime due entrambe pubbliche: le scuole pubbliche sono parte integrante dell'Istituto comprensivo Marianna Dionigi Candidi che ha la sua sede centrale in Lanuvio.

#### Musei

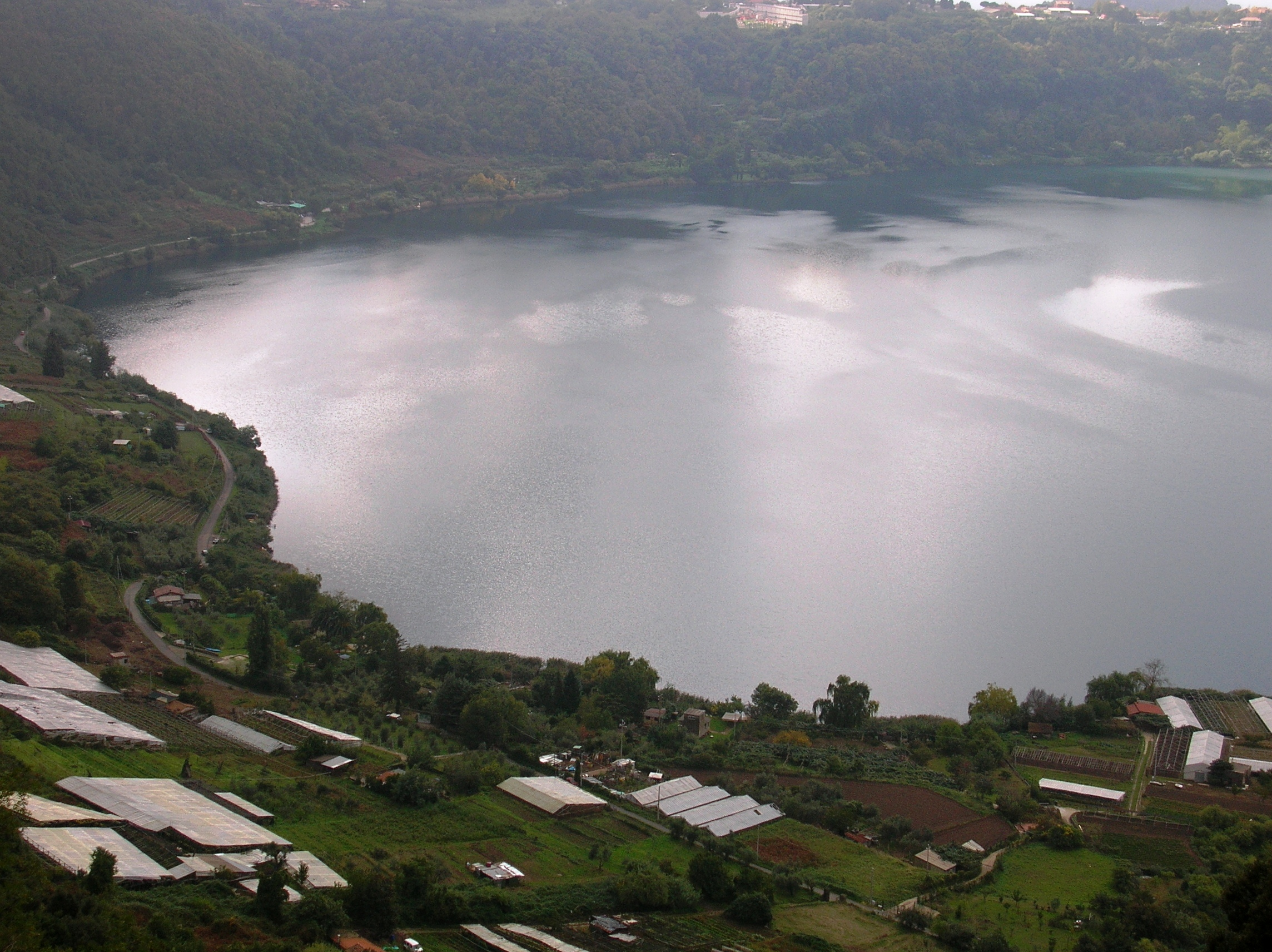
Il lago di Nemi, particolare dalla sponda nemese con le serre adibite alla coltivazione delle famose fragoline

Il museo delle Navi Romane è posto sulla riva del lago di Nemi: costruito negli anni trenta per proteggere i preziosi scafi appena estratti dalle acque, è una costruzione particolare perché offre un rarissimo esempio di struttura concepita appositamente in funzione del contenuto e condizionata da quest'ultimo nelle soluzioni architettoniche: in effetti il museo è un doppio hangar di calcestruzzo delle dimensioni esatte per le due navi, che erano lunghe poco meno di 80 metri. Il progetto fu realizzato gratuitamente dall'architetto Vittorio Ballio Morpurgo, che lo volle con grandi superfici vetrate e realizzò al di sopra del tetto una terrazza praticabile da cui si gode un panorama inedito del lago, proprio sulla sponda ma in posizione elevata. Il museo fu inaugurato il 21 aprile del 1940. Dopo il malaugurato incendio delle navi avvenuta nel 1944 rimase chiuso a lungo. È stato in seguito ristrutturato e ospita un tratto dell'antica via Sacra, i modelli in scala 1:5 delle navi realizzati nei cantieri navali di Castellammare di Stabia tra il 1950 ed il 1952 sulla base dei molti disegni tecnici eseguiti dagli ingegneri della Marina all'epoca del recupero, pannelli illustrativi, il materiale scampato all'incendio, reperti del tempio di Diana e, davanti all'entrata, il profilo di una delle navi, recentemente ricostruita dai maestri d'ascia dei cantieri navali di Torre del Greco. L'iniziativa è stata voluta da un'associazione di privati, la "Dianae Lacus", che ha varato il progetto di ricostruire interamente la nave. La ricostruzione sarà eseguita a dimensione reale e navigante fin dove è consentito dai dati scientifici attualmente in possesso dagli studiosi. La nave sarà ancorata nel lago, davanti al museo e sarà oggetto di esperienze scientifiche, di visite guidate, ospiterà spettacoli, mostre e concerti.

### Arte
Nemi è raffigurata in diverse opere d'arte: dalle acqueforti di Romeyn de Hooge (1671), Albert Christoph Dies (1792), Luigi Canina (1856) ai dipinti di Jean-Baptiste Camille Corot (1855) e William Turner (1844). Una mostra di queste opere è stata organizzata tra il novembre 2006 e il gennaio 2007 presso Palazzo Chigi ad Ariccia, con il nome "Speculum Dianae magnificentiae".
Nel centro storico sono state collocate diverse sculture di Luciano Mastrolorenzi, tutte collegate alla dea Diana e alla storia delle navi romane del lago.

### Cinema
A Nemi è stato girato La patente, episodio del film Questa è la vita (1954): l'episodio, con la partecipazione di Totò, è girato da Luigi Zampa per la sceneggiatura di Vitaliano Brancati traendo ispirazione dall'omonima novella di Luigi Pirandello.
A proposito del "mistero" delle navi romane di Nemi il regista Massimo My ha girato un documentario dal titolo Nemi: il mistero sommerso del lago.

### Cucina

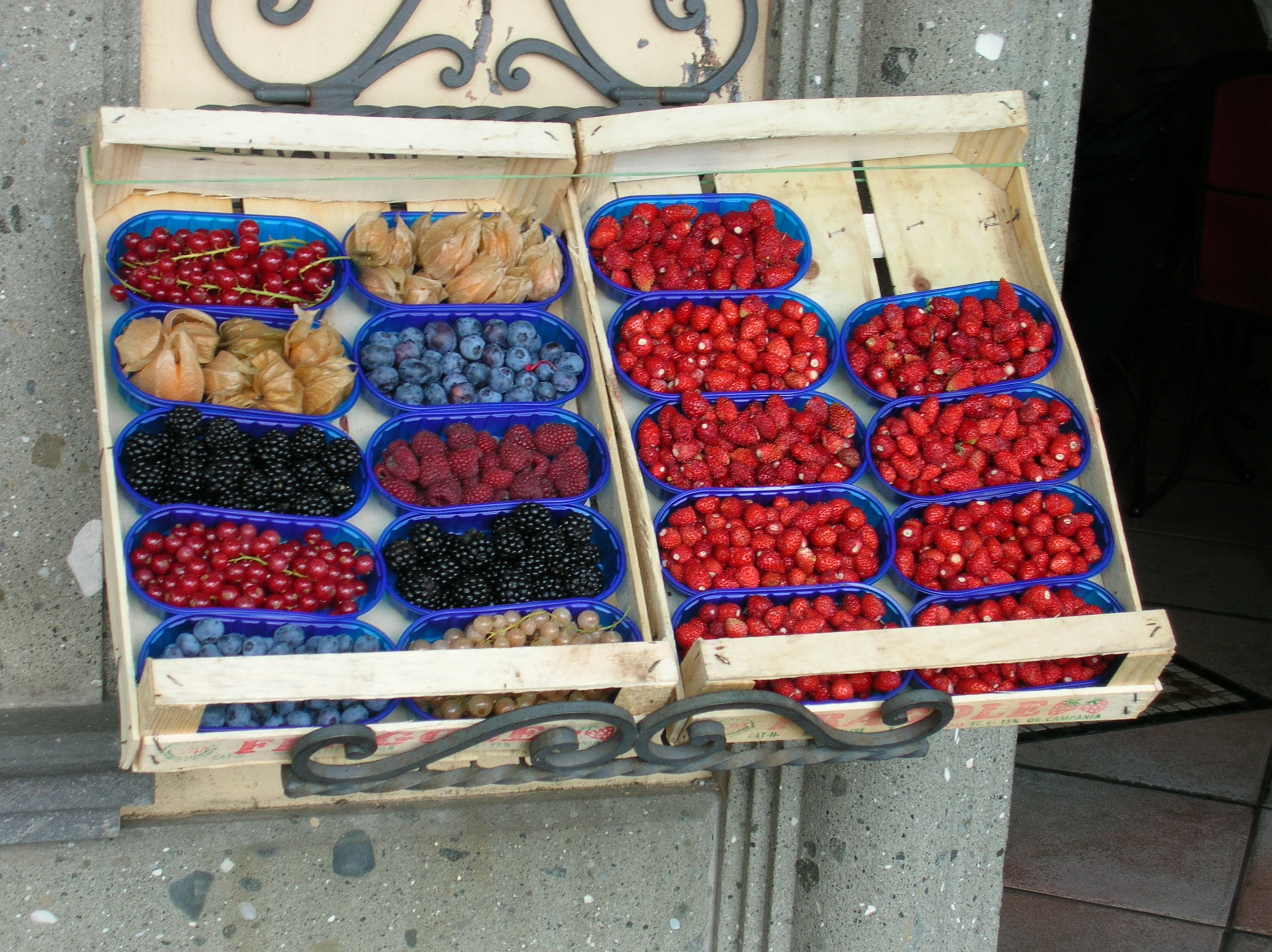
Nemi, le tipiche fragoline ed i frutti di bosco

I piatti tipici di Nemi sono le fettuccine ai funghi porcini, polenta e salsicce, minestra di "gialloni" (fagioli borlotti) con la santoreggia, baccalà "in guazzetto" (ammollito per cinque giorni), la "coratella" (l'intestino) dell'abbacchio con le fave, la pizza ripiena.

## Geografia antropica

### Urbanistica
Attorno al IX secolo, con la costruzione del primo nucleo fortificato sull'altura a opera probabilmente dei Conti di Tuscolo, la popolazione di contadini e pescatori che viveva sparsa nella valle del lago trovò più sicuro avvicinarsi al fortilizio tuscolano, e costruì la parte più antica di Nemi, quella che oggi è detta "Pullarella", e che era un poco più estesa del rione oggi esistente: un settore infatti fu demolito all'inizio del Novecento per far posto a un giardino, in parte pensile, voluto dal principe Enrico Ruspoli per l'omonimo palazzo. L'antico ingresso del castello era tutt'uno con l'unica porta del paesello, il quale per altro si riduceva proprio al piccolo quartiere della "Pullarella"; esso da tre lati è delimitato da un profondo dirupo a picco, mentre il quarto lato era occupato dal castello, quindi la posizione era per quei tempi pressoché inespugnabile. I monaci cistercensi non apportarono sostanziali modifiche all'assetto urbanistico, limitandosi a edificare una cappella di palazzo presso il castello.
Solo verso la metà del Seicento Nemi cominciò a prendere l'aspetto attuale, espandendosi verso il monte: si costruirono l'attuale chiesa di Santa Maria del Pozzo, nel luogo dell'antica cappella cistercense, il rione intorno a essa, e il santuario del Santissimo Crocifisso con l'attiguo convento dei minori osservanti, oggi occupato dai padri mercedari. Contemporaneamente si ampliò anche il palazzo (l'imponente "ala Frangipane", che si estende fra la "Braccarìa" e il belvedere Dante Alighieri). Sotto la signorìa dei Braschi, a partire dalla fine del Settecento, il palazzo fu ulteriormente ampliato con l'intervento dell'architetto Giuseppe Valadier con l'ala prospiciente piazza Umberto I, e abbellito con affreschi di Liborio Coccetti. L'espansione urbanistica non è andata molto oltre nel Novecento, a parte qualche villino residenziale costruito nella campagna.

### Suddivisioni amministrative
Pur non riconoscendo circoscrizioni di decentramento comunale, il Comune di Nemi riconosce ufficialmente come agglomerati urbani le località di Valle delle Colombe, Ville di Nemi, Parco dei Lecci, Vigna Grande, Valle Petrucola.

## Economia

### Agricoltura
L'economia nemese è basata prevalentemente sul settore primario: fin dal Medioevo, agricoltura nella valle del lago e pesca nelle acque del lago stesso sono stati i mezzi di sussistenza del paese. Nel Lago di Nemi era possibile trovare buone anguille, tinche, barbi, lattarini: peraltro la pesca nel lago non era esercitata solo dai nemesi, ma anche da genzanesi e ricciaroli. La valle circumlacuale invece era rinomata per la produzione di rinomate cipolle e mele: il resto del territorio, boscoso, non era adatto alla coltivazione. Solo dopo il 1781 il nuovo proprietario del feudo Luigi Braschi pensò di convertire alcune zone boschive in uliveto per trarne un vantaggio economico.

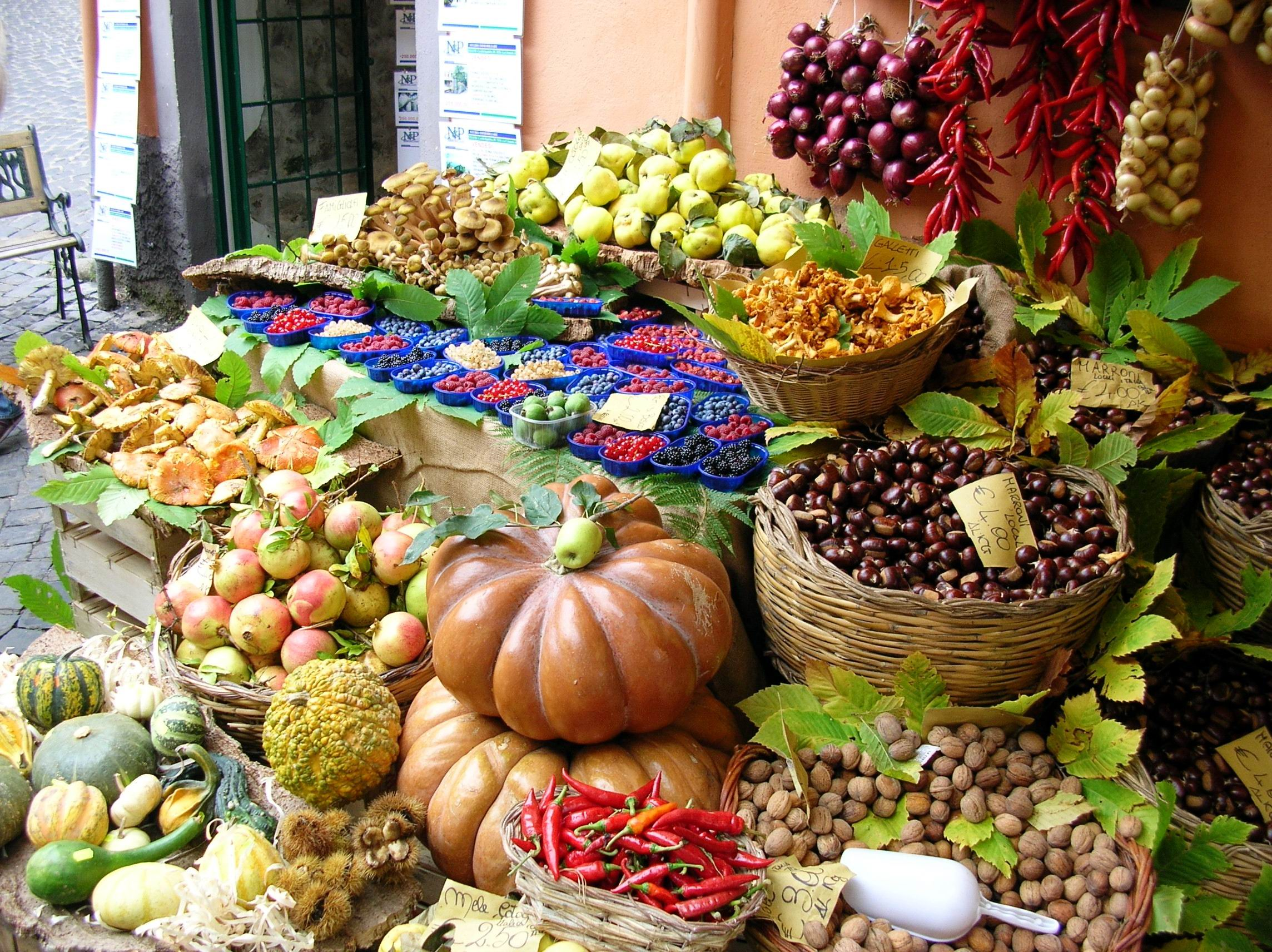
Prodotti tipici di Nemi.

I fianchi del cratere del lago furono coltivati tramite la costruzione di terrazzamenti, tanto che papa Pio II durante la sua visita del 1462 sui Colli Albani ebbe a notare nei "Commentarii":
(Papa Pio II, Commentarii.)
Anche Leon Battista Alberti, quando frequentò Nemi per tentare il recupero delle navi romane, così descrive il luogo:
(Leon Battista Alberti.)
Oggi la valle del lago è adibita alla coltivazione delle famose fragole all'interno di serre.

### Industria
Il settore secondario non ha attecchito molto a Nemi e nel territorio, a differenza di quanto accaduto nella maggior parte dei vicini centri dell'area dei Castelli romani. L'assenza di uno forte sviluppo industriale, di contro, ha avuto benefici effetti sul turismo, che non è stato penalizzato da forme di degrado ambientale collegate all'industrializzazione. Del resto, proprio l'inglobamento totale del territorio comunale all'interno del perimetro del Parco regionale dei Castelli Romani nel 1984 ha determinato questa situazione.

### Servizi
Le dimensioni del comune non gli permettono di avere tutti i servizi possibili: come già accennato sopra, le scuole del primo ciclo nemesi sono accorpate all'istituto comprensivo "Marianna Dionigi" di Lanuvio, mentre non esistono scuole del secondo ciclo; l'ospedale, il cinema e la pretura più vicini sono a Genzano di Roma, la ferrovia più vicina è a Velletri o Albano Laziale, lo sportello dell'Acea Ato 2, società gestore dell'acqua dal 2006, è addirittura a Frascati.

### Turismo
Il turismo è la principale risorsa economica di Nemi. Il paese è stato luogo di villeggiatura fin dal Duecento, quando vi si ritiravano i monaci cistercensi dell'abbazia delle Tre Fontane e ha ricevuto il riconoscimento della bandiera arancione da parte del Touring Club Italiano.

## Infrastrutture e trasporti

### Strade
In origine la strada principale per arrivare a Nemi scendeva dai cappuccini di Genzano e raggiungeva il Lago di Nemi ricalcando il tracciato romano (nel primo tratto è ancora visibile il basolato) di collegamento con il tempio di Diana. Un'altra strada, l'attuale strada provinciale 76/d via Nemorense, anch'essa di origine antica, parte dalla Strada statale 7 Via Appia all'altezza del bivio per Lanuvio poco dopo il centro storico di Genzano di Roma e, seguendo il crinale meridionale del lago, arriva a Nemi.
La Strada statale 217 Via dei Laghi, fino alla cessione fatta dall'ANAS alla Regione Lazio e da questa alla Provincia di Roma nel 2001, era l'unica strada statale ad attraversare il territorio e la più importante delle strade provinciali nemesi.

### Mobilità urbana
I trasporti urbani di Nemi vengono svolti con autoservizi di linea gestiti da Schiaffini Travel. Il comune, è servito da alcune corse interurbane della società COTRAL per Velletri.

## Amministrazione

Il gonfalone comunale

| Periodo        | Periodo        | Primo cittadino   | Partito                      | Carica                    | Note |
| -------------- | -------------- | ----------------- | ---------------------------- | ------------------------- | ---- |
| 23 aprile 1995 | 13 giugno 1999 | Vairo Canterani   | Alleanza dei Progressisti    | Sindaco                   |      |
| 13 giugno 1999 | 14 giugno 2004 | Alessandro Biaggi | lista civica (centro-destra) | Sindaco                   |      |
| 14 giugno 2004 | 7 giugno 2009  | Alessandro Biaggi | lista civica (centro-destra) | Sindaco                   |      |
| 7 giugno 2009  | 23 giugno 2011 | Cinzia Cocchi     | lista civica (centro-destra) | Sindaco                   |      |
| 23 giugno 2011 | 7 maggio 2012  | Fabio Maurano     |                              | Commissario straordinario |      |
| 7 maggio 2012  | 12 giugno 2017 | Alberto Bertucci  | lista civica Uniti per Nemi  | Sindaco                   |      |
| 12 giugno 2017 | 12 giugno 2022 | Alberto Bertucci  | lista civica Uniti per Nemi  | Sindaco                   |      |
| 12 giugno 2022 | "in carica"    | Alberto Bertucci  | lista civica Uniti per Nemi  | Sindaco                   |      |

### Gemellaggi
- Ceyrat, dal 1993[103]
- Intepé, dal 2004[104]

## Sport
La principale società calcistica del comune era l'Associazione Sportiva Diana Nemi, fondata nel 1956 sotto il nome di Radiosa. Disputava le sue partite interne allo stadio comunale Luciano Iorio. Nel 2012 la Diana Nemi si fonde con la società Canarini Rocca Di Papa dando vita all'A.S.D. Rocca di Papa Nemi.
La principale società di calcio a 5 nemese era il Real Nemi, che ha disputato il suo ultimo campionato nel 2009/2010 in serie D regionale per poi dichiarare la cessazione dell'attività.
Nipoti di Caligola, è un'associazione sportiva senza scopo di lucro che si occupa di canoa/kayak, e gestisce il centro sportivo CONI in riva al Lago di Nemi.

### Impianti sportivi
- Stadio Comunale Luciano Iorio[107]